# Raión de Ramón
El raión de Ramón (ruso: Рамо́нский райо́н) es un distrito administrativo y municipal (raión) ruso perteneciente a la óblast de Vorónezh. Se ubica en el noroeste de la óblast. Su capital es Ramón.
En 2021, el raión tenía una población de 38 471 habitantes.
El sur del raión incluye parte de la periferia septentrional de la capital regional Vorónezh. El raión es limítrofe al norte con la óblast de Lípetsk.

## Subdivisiones
Comprende 69 localidades, agrupadas en dieciséis ayuntamientos, que son el asentamiento de tipo urbano de Ramón y los siguientes quince asentamientos rurales:
- Aidárovo
- Beriózovo
- Bolshaya Vereika
- Gorozhanka (con capital en Bogdánovo)
- Karachún
- Komsomolski
- Lomovo
- Novozhivotinnoye
- Pávlovka (con capital en Gremiachye)
- Rúskaya Gvozdiovka
- Skliáyevo
- Sómovo
- Stúpino
- Chístaya Poliana
- Yámnoye